# Hospital universitario real Victoria
El Hospital universitario real Victoria (en inglés: Royal Victoria Teaching Hospital) es el hospital central de Banjul, la capital de la nación africana de Gambia.
El hospital de propiedad gubernamental se encuentra en Independence Drive en Banjul y es, con más de 540 camas el mayor hospital del estado. El edificio fue construido bajo la colonización británica de África en 1853. El funcionamiento del Hospital Real Victoria (HVD) mejoró con la ayuda de las Hermanas de San José de Cluny en 1903.
El nombre del hospital se amplió a Hospital universitario real Victoria a finales de 1990, ya que pasó a formar parte del cuerpo docente de medicina de nueva creación de la Universidad de Gambia.